# Le Secret d'Hélène Marimon
Pour plus de détails, voir Fiche technique et Distribution.
Le Secret d'Hélène Marimon est un film français réalisé par Henri Calef en 1953 et sorti en 1954.

## Synopsis
Jacques Taillandier, directeur d'une entreprise pétrolière au Moyen-Orient revient à Paris et évoque son ancien camarade de combat: Camille Marimon, dont le livre vient de sortir en librairie. Vingt sept ans plus tôt, en 1918, Taillandier a été blessé en sauvant la vie de Marimon. Durant sa convalescence, il est tombé amoureux d'Hélène, femme mystérieuse, qui s'est révélée être l'épouse de Marimon. Jacques avoua la situation à Hélène au moment de la mort de Marimon et la jeune femme profondément choquée, l'éloignera d'elle. L'éditeur le met en contact avec Dominique et Jacques comprendra qu'elle est sa propre fille. Dominique provoquera les explications de sa mère et réunira les parents.

## Fiche technique
- Titre : Le Secret d'Hélène Marimon
- Réalisation : Henri Calef, assisté de  Denise Baby, Serge Witta
- Scénario : D'après le roman de Jean-Baptiste Cherrier Les cahiers du Conseiller Marimon[1]
- Adaptation : Henri Calef, Jacques Willemetz, Gérard Willemetz, J.B. Cherrier
- Dialogues : Henri Castillou, Gérard Willemetz
- Décors : Lucien Aguettand, assisté de Pierre Duquesne
- Photographie : Roger Dormoy
- Opérateur : Gustave Raulet
- Musique : Georges Van Parys
- Montage : Jean-Louis Alvarez
- Son : Pierre Calvet
- Maquillage : Georges Bouban
- Photographe de plateau : André Dino
- Scripte : Paule Bontant-Page
- Production : René Pignières, Jacques Willemetz
- Sociétés de production : S.N.C - Les Films Jacques Willemetz (France) - Romana Films (Italie)
- Régisseur général : René Noël
- Tournage du 22 juillet au 30 septembre 1953
- Pellicule 35 mm, noir et blanc
- Directeur de production : René Pignières
- Pays de production :  France
- Distribution : Corona
- Durée : 100 min
- Genre : Drame
- Date de sortie : France - 14 mai 1954
- Affiche : Duccio Marvasi (France)

## Distribution
- Isa Miranda : Hélène Marimon, la femme de Camille
- Carla Del Poggio : Dominique Marimon, la fille d'Hélène
- Franck Villard : Jacques Taillandier, directeur d'une entreprise pétrolière
- Jean Debucourt : Camille Marimon, le mari d'Hélène et ancien camarade de combat de Jacques
- Noël Roquevert : L'oncle de Jacques
- André Valmy : Thierry
- Michel Roux : Leflou
- Louis de Funès : Mr Ravan, le jardinier
- André Versini : Mr Delabarre
- Hella Lexington : Betty
- Hubert Noël : Un soldat
- Albert Michel : Le soldat convalescent
- Jacques Dynam : Galdou
- Lucienne Granier : Mme Delabarre
- Jeanne Provost : Mme Ravan
- Robert Seller : Le colonel Brognot
- Robert Allan
- Maurice Biraud
- R.J. Chauffard
- Monique Defrançois
- Gabriel Gobin